# سید حسن صدوق
سید حسن صدوق متولد سال (۱۳۲۷) در اردستان، استان اصفهان، استاد رشته ژئومورفولوژی، دانشکده علوم زمین دانشگاه شهید بهشتی و رئیس این دانشگاه از خرداد ۱۳۹۶ تا ۱۱ شهریور ۱۳۹۸ می باشد. در ۲ بهمن (۱۳۹۵) طی حکمی از سوی محمد فرهادی وزیر وقت علوم، تحقیقات و فناوری به عنوان سرپرست دانشگاه شهید بهشتی منصوب شد.  بایگانی‌شده  در ۲۰۱۷-۱۰-۰۵ توسط Wayback Machine
وی مدرک کارشناسی خود را در رشته جغرافیای طبیعی از دانشگاه تهران اخذ کرد و مدارک کارشناسی ارشد و دکترا در رشته ژئومورفولوژی را از پردیس دانشگاهی ژوسیو در فرانسه اخذ کرد. 

## زندگینامه
اوایل زندگی، تحصیلات و مبارزات سیاسی
```
سید حسن صدوق، در سال ۱۳۴۷، پس از اخذ دیپلم متوسطه در 
شهرستان اردستان
 در استان اصفهان، به 
حوزهٔ علمیهٔ قم
 وارد شد و به مدت یک سال در مدرسهٔ علمیهٔ رضویه به تحصیل علوم دینی و حوزوی پرداخت.
```

ایشان در سال ۱۳۴۸ با کسب رتبهٔ ممتاز در آزمون سراسری، به دانشگاه تهران راه یافت و در دورهٔ کارشناسی رشتهٔ جغرافیای طبیعی مشغول به تحصیل شد. در سال دوم دانشگاه به دلیل فعالیت در انجمن اسلامی دانشجویان دانشگاه تهران و مبارزه علیه رژیم پهلوی، تحت نظر قرار گرفت و سپس توسط ساواک دستگیر و حدود شش ماه در زندان قزل‌قلعه در حبس بود. در این مدت بازجویی و شکنجه‌های طاقت‌فرسایی را متحمل شد و حدود دو ماه از شش ماه حبس خود را در سلول انفرادی به سر برد. پس از آزاد شدن از زندان، اجازه یافت تحصیلات دانشگاهی خود را در دورهٔ کارشناسی ادامه دهد.
پس از دانش‌آموختگی، در حالی‌که برای شروع دورهٔ سربازی تصمیم گرفته بود، مجدداً توسط ساواک دستگیر و مدتی در بند زندانیان سیاسی زندان اوین محبوس شد و مدت کوتاهی پس از آزادی، برای سومین بار دستگیر و این بار در زندان کمیتهٔ مشترک ضدخرابکاری، که اکنون به موزهٔ عبرت تبدیل شده‌است، زندانی گردید. در زندان قزل‌قلعه، آشنایی و ارتباط قبلی ایشان با   هاشمی رفسنجانی ژرف‌تر گردید و فضای حاکم بر زندان موجب شد اعتقاد وی به ارزش‌های انقلابی و آرمان‌های  امام خمینی (ره پویاتر و عمیق‌تر شود.
در طی دورهٔ سربازی، به دلیل سوابق مبارزات سیاسی، هرگز اجازهٔ پوشیدن لباس افسری (ستوان دومی) به ایشان داده نشد، به همین دلیل، او را از دریافت حقوق ناچیز دورهٔ سربازی نیز محروم کردند.
با پایان یافتن دورهٔ سربازی، با توجه به اینکه تحت نظر ساواک بود و بازداشت‌های مکرر عملاً امکان ادامهٔ تحصیل در ایران را از وی سلب کرده بود، تصمیم به ادامهٔ تحصیل در فرانسه گرفت. با بیم اینکه از طریق مرز هوایی دوباره دستگیر خواهد شد، به‌صورت زمینی از طریق کشور ترکیه خود را به پاریس رساند. وی در دورهٔ کارشناسی ارشد رشتهٔ ژئومورفولوژی دانشگاه پاریس ۷ (ژوسیو) ثبت‌نام کرد و پس از پایان این دوره، در دورهٔ دکترای همین رشته در دانشگاه پاریس ۷ و سوربن ۱ مشغول به تحصیل شد.
در سال ۱۳۵۶ فضای انقلابی در کشور حاکم و قوی‌تر می‌شد و رحلت حاج‌آقا مصطفی خمینی (رحمت‌الله علیه) در نجف فضای انقلابی را در داخل کشور شعله‌ورتر می‌کرد و در خارج از کشور نیز دانشجویان انقلابی تحرک بیشتری یافتند.
در همین دوران بود که  امام خمینی (ره از نجف به پاریس عزیمت کردند و پس از چند روز اقامت در شهر پاریس، در نوفل‌لوشاتو که محلی در نزدیکی شهر ورسای و در حومهٔ شهر پاریس بود اقامت کردند.
با حضور  امام (ره در نوفل‌لوشاتو،  صدوق که از فعالان انجمن اسلامی دانشجویان شهر پاریس بود، دیگر سر از پا نمی‌شناخت و به همراه دیگر اعضای انجمن اسلامی روز و شب در نوفل‌لوشاتو، در خدمت  امام افتخار حضور داشت. در آن دوران، میهمانان از ایران و شهرها و کشورهای مختلف برای دیدار با  امام (ره به نوفل‌لوشاتو می‌آمدند.
پیش از عزیمت  امام (ره به پاریس، لوسین جورج، مخبر روزنامهٔ لوموند، با  امام (ره به تفصیل مصاحبه کرد که در صفحهٔ اول روزنامهٔ لوموند آن زمان به چاپ رسید.  صدوق بعدازظهر روز انتشار این مصاحبه، به ترجمهٔ مصاحبه‌ای که به نظر ایشان دارای مضامین عالی سیاسی بود و افق آیندهٔ انقلاب اسلامی را توسط امام (ره به‌خوبی ترسیم می‌کرد پرداخت و تا اذان صبح ترجمهٔ آن را به پایان رساند. برگرداندن فارسی این مصاحبه در فردای آن روز به‌طور گسترده میان دانشجویان و محافل سیاسی ایران توزیع شد.
```
صدوق در دوره‌ای که  امام در پاریس حضور داشتند، هرگز از ایشان جدا نشد و در آخرین شب اقامت  امام در پاریس، قبل از ورود تاریخی امام به ایران، به همراه جمع کثیری از دانشجویان انقلابی،  امام و همراهان را در فرودگاه شارل‌دوگول پاریس بدرقه کرد.
```

هم‌زمان با پیروزی انقلاب اسلامی، به همراه شماری از دانشجویان انجمن اسلامی، سفارت شاهنشاهی ایران در پاریس را تحویل گرفتند و تا پایان دورهٔ دانشجویی، به‌عنوان مشاور سیاسی کاردار در سفارت جمهوری اسلامی ایران فعالیت داشت.
فعالیت‌های علمی و فرهنگی
ایشان در سال ۱۳۶۱، پس از دفاع از رسالهٔ دکتری، به کشور بازگشت و بعد از مدت کوتاهی، افتخار خدمتگزاری به بیت مکرم  امام (ره را پیدا کرد. در سال ۱۳۶۲، به‌رغم درخواست   علی‌اکبر ولایتی وزیر وقت امور خارجه بر پذیرش مسئولیت سفارت جمهوری اسلامی ایران در پاریس، خدمت در کسوت عضو هیئت‌علمی دانشگاه شهید بهشتی را برگزید.
وی از ابتدای انقلاب در سمت‌های گوناگونی در دانشگاه شهید بهشتی و در سطح ملی و بین‌المللی به نظام مقدس جمهوری اسلامی ایران خدمت کرده‌است. رئیس دانشکدهٔ ادبیات و علوم انسانی، رئیس دانشکدهٔ علوم زمین، معاون پژوهشی دانشکدهٔ علوم زمین و مدیر قطب علمی توسعهٔ پایدار جغرافیایی برخی از سمت‌های او در دانشگاه شهید بهشتی بوده‌است.
```
صدوق از سال ۱۳۶۴ تا ۱۳۶۸ دبیرکل کمیسیون ملی یونسکو در جمهوری اسلامی ایران و سپس از سال ۱۳۶۸ تا ۱۳۷۶ به مدت هشت سال سفیر و نمایندهٔ دائم جمهوری اسلامی ایران در سازمان آموزشی، علمی و فرهنگی ملل متحد (یونسکو) بوده‌است.
```

معاونت آموزش و برنامه‌ریزی معاونت رئیس‌جمهور و سازمان حفاظت محیط زیست، عضویت در کمیتهٔ ارزیابی تحقیقات شورای عالی انقلاب فرهنگی، مشارکت در کمیتهٔ تدوین کتب درسی شورای عالی انقلاب فرهنگی، عضویت در شورای راهبردی پژوهش و فناوری سازمان محیط زیست، عضویت در شورای تحول اداری سازمان حفاظت محیط زیست و مدیرمسئولی چندین نشریه و مجله از جمله نشریهٔ قطب جغرافیا، مجلهٔ پیام یونسکو و فصلنامهٔ محیط زیست نیز بخشی دیگری از فعالیت‌های علمی و اجرایی  صدوق به‌شمار می‌آید.
```
سید حسن صدوق از خرداد ۱۳۹۶، با تأیید شورای عالی انقلاب فرهنگی، ریاست دانشگاه شهید بهشتی را به عهده گرفت و تا شهریور ۱۳۹۸ در این مسوولیت باقی ماند.
```

سابقهٔ مسئولیت‌ها و خدمات علمی- اجرایی در دانشگاه شهید بهشتی
- رئیس دانشگاه شهید بهشتی از خرداد ۱۳۹۶ تا شهریور ۱۳۹۸؛ سرپرست دانشگاه شهید بهشتی، از بهمن ۱۳۹۵ تا خرداد ۱۳۹۶؛ عضو هیئت‌علمی دانشکدهٔ علوم زمین، دانشگاه شهید بهشتی از ۱۳۶۲ تاکنون (استاد پایهٔ ۳۹ در حال حاضر)؛ رئیس دانشکدهٔ علوم زمین دانشگاه شهید بهشتی، ۱۳۸۶–۱۳۸۴؛ رئیس دانشکدهٔ ادبیات و علوم انسانی دانشگاه شهید بهشتی، ۱۳۶۴–۱۳۶۱؛ معاون پژوهشی دانشکدهٔ علوم زمین دانشگاه شهید بهشتی، ۱۳۹۱–۱۳۸۶؛ مدیر قطب علمی توسعهٔ پایدار جغرافیایی از ۱۳۹۰ تاکنون؛ عضو ادوار هیئت ممیزه دانشگاه شهید بهشتی از ۱۳۶۲ تاکنون؛ عضو ادوار کمیسیون‌های تخصصی هیئت ممیزه در گروه‌های معماری، علوم محیطی، جغرافیا و سنجش‌ازدور از ۱۳۶۲ تاکنون؛ عضو شورای پژوهشی پارک علمی تحقیقاتی و فناوری دانشگاه شهید بهشتی؛ عضو کارگروه جذب اعضای هیئت‌علمی دانشکده علوم زمین؛ عضو کارگروه بررسی توانایی‌های علمی اعضای هیئت‌علمی؛ عضو شورای تحصیلات تکمیلی دانشکدهٔ علوم زمین؛ عضو هیئت تحریریه فصلنامهٔ علمی-پژوهشی علوم محیطی؛ طراح سؤال آزمون سراسری برای دورهٔ کارشناسی ارشد رشتهٔ جغرافیا و آمایش سرزمین.
سوابق و مسئولیت‌های اجرایی ملی و بین‌المللی
- رئیس دانشگاه شهید بهشتی (خرداد ۹۶ تا شهریور ۱۳۹۸)؛ سرپرست دانشگاه شهید بهشتی (بهمن ۹۵ تا خرداد ۹۶)؛ رئیس کمیسیون تخصصی ژئومورفولوژی در گروه برنامه‌ریزی و گسترش علوم جغرافیایی وزارت علوم، تحقیقات و فناوری از ۱/۶/۱۳۹۵؛ معاون آموزش و برنامه‌ریزی معاونت رئیس‌جمهور و سازمان حفاظت محیط زیست، ۱۳۸۴–۱۳۷۸؛ سفیر و نمایندهٔ دائم جمهوری اسلامی ایران در سازمان آموزشی، علمی و فرهنگی ملل متحد (یونسکو)، ۱۳۶۸–۱۳۷۶؛ مشاور سیاسی سفارت جمهوری اسلامی ایران در فرانسه؛ دبیرکل کمیسیون ملی یونسکو در جمهوری اسلامی ایران، ۱۳۶۸–۱۳۶۴؛ عضو هیئت تدوین سند شاخص‌های ارزیابی تحقیقات کشور در شورای عالی انقلاب فرهنگی؛ عضو هیئت تبیین و تعیین شاخصهای ارزیابی وضع فرهنگی کشور در شورای عالی انقلاب فرهنگی؛ مشارکت در کمیتهٔ جغرافیای تهیه و تدوین کتب دانشگاهی شورای عالی انقلاب فرهنگی؛ عضو شورای راهبردی پژوهش و فناوری سازمان محیط زیست؛ عضو شورای تحول اداری سازمان حفاظت محیط زیست؛ نائب رئیس شورای عالی انفورماتیک سازمان حفاظت محیط زیست؛ مدیر منتخب سازمان حفاظت محیط زیست در ستاد و کمیتهٔ ششمین جشنوارهٔ شهید رجایی؛ عضو هیئت‌امنای مؤسسهٔ آموزش عالی علمی-کاربردی محیط زیست؛ مدیرمسئول نشریهٔ قطب جغرافیا؛ مدیرمسئول مجلهٔ پیام یونسکو؛ مدیرمسئول فصلنامهٔ علمی محیط زیست؛
- مأموریت ویژه از سوی وزیر وقت فرهنگ و آموزش عالی برای تحقیق در بارهٔ نظام آموزش عالی فرانسه و نحوهٔ توسعهٔ روابط علمی و فرهنگی ایران و فرانسه؛ نمایندهٔ وزیر وقت فرهنگ و آموزش عالی در کمیتهٔ فرهنگی دانشگاه شهید بهشتی؛ عضو هیئت‌های سیاسی جمهوری اسلامی ایران شرکت‌کننده در اجلاس‌های عمومی سازمان یونسکو (اجلاس ۲۲ ام تا ۲۷ ام)؛ مشارکت در تدوین راهبرد میان‌مدت سازمان یونسکو، ۲۰۰۷–۲۰۰۲؛ مشارکت در تدوین برنامهٔ راهبردی کمیسیون ملی یونسکو در ایران؛ نمایندهٔ شورای نگهبان قانون اساسی در دوره‌های انتخابات ریاست جمهوری در حوزهٔ انتخابیهٔ سفارت ج.ا.ا. در پاریس؛ عضو هیئت پنج‌نفرهٔ تشخیص‌دهندهٔ اعضای هیئت‌علمی غیرمفید در وزارت فرهنگ و آموزش عالی با حکم وزیر وقت فرهنگ و آموزش عالی؛ مبلغ فرانسه زبان سازمان حج و زیارت در کنگرهٔ جهانی حج؛ عضو کمیسیون ارزشیابی مدارک تحصیلی خارجی در وزارت علوم، تحقیقات و فناوری؛ عضو کمیسیون قراردادهای ناهمسان سازمان حفاظت محیط زیست؛ عضو کمیتهٔ تبصرهٔ ۲ مادهٔ ۴۳ قانون استخدام کشوری؛ نمایندهٔ ثابت و رابط بین سازمان حفاظت محیط زیست و سازمان مدیریت و برنامه‌ریزی کشور.
گزیده‌ای از آثار و فعالیت‌های پژوهشی
- تألیف کتاب جغرافیای قرن بیست و یکم (ترجمه از زبان فرانسه)، انتشارات دانشگاه شهید بهشتی، ۱۳۹۵؛ تألیف کتاب جغرافیا و توسعهٔ پایدار، انتشارات دانشگاه شهید بهشتی، ۱۳۹۳؛ تألیف کتاب جغرافیا، اقتصاد، فضا و آمایش سرزمین، مرکز نشر دانشگاهی، ۱۳۹۱؛ ترجمهٔ کتاب کلیدهای ژئوپلتیک (ترجمه از زبان فرانسه)، انتشارات دانشگاه شهید بهشتی، ۱۳۸۱؛ ترجمهٔ کتاب ژئوپلتیک تشیع، (ترجمه از زبان فرانسه)، انتشارات دانشگاه شهید بهشتی، ۱۳۸۲؛ راهنمایی و هدایت بیش از ۱۰۰ پایان‌نامهٔ دورهٔ کارشناسی‌ارشد و رسالهٔ دکتری در دانشگاه شهید بهشتی؛ تألیف ۳۰ مقاله در مجلات علمی معتبر داخلی و خارجی؛ اجرا و مشارکت در اجرای هشت طرح پژوهشی- فناوری. ش  بایگانی‌شده  در ۲۸ ژوئن ۲۰۱۹ توسط Wayback Machine